# Bina Daigeler
Pour les articles homonymes, voir Bina (homonymie).
Bina Daigeler, de son nom de naissance Sabine Daigeler, née à Munich en Bavière en 1965, est une costumière allemande, connue notamment pour sa collaboration avec le cinéaste espagnol Pedro Almodóvar.

## Biographie
Bina Daigeler naît à Munich en 1965. Elle s'installe à Madrid dans les années 1980, à l'époque de la Movida madrilène, après la transition démocratique espagnole qui suit la dictature franquiste.
Elle se fait connaître au niveau international grâce à la conception des costumes du film Tout sur ma mère de Pedro Almodóvar, avec Marisa Paredes, Cecilia Roth et Penélope Cruz. Elle retrouve cette dernière actrice dans les films Volver en 2006, puis Etreintes brisées en 2009, dont elle signe les costumes.
En 2020, Bina Daigeler est nommée aux Oscars du cinéma dans la catégorie Oscar de la meilleure création de costume pour le film Mulan.
En 2024, elle est la costumière du film La Chambre d'à côté, de Pedro Almodóvar.
Elle est membre du jury international de la Berlinale 2025, 75e édition du festival international du film de Berlin, qui se déroule du 13 au 23 février 2025.

## Filmographie
- 1999: Tout sur ma mère, de Pedro Almodóvar ;

- 2006: Volver, de Pedro Almodóvar ;
- 2009 : Etreintes brisées, de Pedro Almodóvar[7] ;
- 2013 : Only Lovers Left Alive, de Jim Jarmusch[8] ;
- 2016 : Hands of Stone, de Jonathan Jakubowicz ;
- 2020 : Mulan, de Niki Caro[9];
- 2024: La Chambre d'à côté, de Pedro Almodóvar.